# El Río
El Río är en ort i Mexiko.   Den ligger i kommunen Tantima och delstaten Veracruz, i den sydöstra delen av landet, 270 km nordost om huvudstaden Mexico City. El Río ligger 38 meter över havet och antalet invånare är 212.
Terrängen runt El Río är platt. Runt El Río är det ganska tätbefolkat, med 166 invånare per kvadratkilometer. Närmaste större samhälle är Naranjos, 12,1 km sydväst om El Río. Trakten runt El Río består till största delen av jordbruksmark.